# Томас Клестіль
Томас Клестіль (нім. Thomas Klestil, 4 листопада 1932 — 6 липня 2004) — австрійський дипломат і політик. Президент Австрії з 1992 по 2004. Помер під час перебування на посту, за два дні до завершення свого другого президентського терміну.

## Біографія
Народився у робітничій родині. Здобув освіту у Віденському університеті економіки й бізнес-адміністрації. Отримав ступінь доктора наук 1957 року. Вступив на державну службу, працював як в Австрії, так і за кордоном. Перебуваючи на дипломатичній службі, у 1978—1982 роках займав пост посла Австрії у США, у 1982—1987 роках — повноважного представника Австрії при ООН.

## Президент Австрії
Був висунутий консервативною Австрійською народною партією на пост президента Австрії у 1992 році, переобраний 1998 року. Відкрито виступав проти внутрішньополітичного курсу канцлера Австрії Вольфганга Шюсселя.
5 липня 2004 року, за три дні до того як залишити президентський пост, у нього стався інфаркт міокарда й він опинився у критичному стані. Томас Клестіль помер 6 липня о 23:33 за місцевим часом в AKH (Allgemeines Krankenhaus — центральній лікарні) Відня з причини відмови функціонування внутрішніх органів. На церемонії поховання були присутніми президент Росії Володимир Путін, колишній президент Австрії та колишній Генеральний секретар ООН Курт Вальдхайм, а також Губернатор Каліфорнії Арнольд Шварценеггер.

## Нагороди
- Орден князя Ярослава Мудрого I ст. (Україна, 13 жовтня 1998 року)[5]
- Орден Білого орла (Польща, 1998)
- Орден Подвійного білого хреста 1 класу (Словаччина, 17 лютого 1998 року)[6]